# Hawkgirl
Hawkgirl è il nome di diversi personaggi dei fumetti statunitensi pubblicati da DC Comics. L'originale, Shiera Sanders Hall, è stata creata da Gardner Fox (testi) e Dennis Neville (disegni) su Flash Comics (Vol. 1) n. 1 (gennaio 1940), la seconda, Shayera Hol, è stata creata da Gardner Fox (testi) e Joe Kubert (disegni) su The Brave and the Bold (Vol. 1) n. 34 (marzo 1961) mentre la terza, Kendra Saunders, è stata creata James Dale Robinson, David S. Goyer (testi) e Scott Benefiel (disegni) su JSA: Secret Files and Origins (Vol. 1) n. 1 (agosto 1999).
Il personaggio, nelle sue varie incarnazioni, è generalmente raffigurato come appartenente a una stirpe di guerriere immortali partner di Hawkman, tutte provenienti da contesti diversi ma sempre reincarnazioni della principessa egizia Chay-Ara e, dopo Rinascita dell'angelo caduto Shrra. In battaglia si servono per lo più di armi contundenti arcaiche come mazze chiodate, i loro poteri sono intricatamente collegati al fittizio metallo Nth di cui sono in genere costituite le loro ali e, spesso, i loro nomi sono foneticamente identici. Una delle prime supereroine DC Comics, Hawkgirl ha fatto parte di molti dei gruppi più importanti della compagnia, tra cui la Justice Society of America e la Justice League of America.
Nella classifica stilata nel 2019 dal sito IGN si è classificata al 22° posto nella sua lista dei migliori 25 eroi DC Comics, mentre Comics Buyer's Guide l'ha collocata all'80° posto della sua classifica delle 100 donne più sexy dei fumetti.

## Storia editoriale
Il personaggio di Shiera Sanders ha esordito insieme a Hawkman sul primo numero di Flash Comics, in una storia scritta da Gardner Fox, disegnata da Dennis Neville e datata gennaio 1940, tuttavia la sua prima apparizione nei panni di Hawkgirl risale invece al numero 5 di All Star Comics (luglio 1941), con un costume realizzato ad opera di Sheldon Moldoff sulla base di quello ideato da Neville per Hawkman. iniziando poi a collaborare con la Justice Society of America.
Nel 1956, dato il calo di popolarità avuto dei supereroi nei tardi anni '40, la DC Comics rinnova il personaggio di Flash ideandone la nuova identità di Barry Allen, riscuotendo un grande successo di pubblico e decidendo perciò di fare lo stesso per Hawkman e Hawkgirl sul numero 34 del primo volume di The Brave and the Bold (marzo 1961) ad opera di Gardner Fox e Joe Kubert, che li hanno ritratti come una coppia sposata di poliziotti del pianeta Thanagar in visita sulla Terra per imparare le tecniche di polizia umane e unitisi alla Justice League of America, sebbene Hawkgirl ne diventi ufficialmente membro solo sul numero 146 della testata dedicata al gruppo, del settembre 1977, tredici anni dopo l'ingresso del marito. Sul numero 272 di World's Finest Comics (ottobre 1981) il personaggio cambia poi ufficialmente nome di battaglia in Hawkwoman. Con l’introduzione del concetto di multiverso DC è stato inoltre stabilito che Shiera, la Hawkgirl Golden Age, risiede su Terra-Uno, mentre Shayera Hol, la controparte Silver Age, su Terra-Due.
Successivamente alla miniserie Crisi sulle Terre infinite varie Terre del multiverso sono fuse assieme, portando le versioni Golden e Silver Age di vari supereroi, tra cui Hawkman e Hawkgirl, a coesistere finché, con lo one-shot Last Days of The Justice Society of America, tutti i supereroi JSA sono rimossi dalla continuity. Nonostante inizialmente le storie delle due versioni Golden e Silver Age di Hawkman e Hawkgirl/Hawkwoman fossero state mantanuta inalterate, dopo il successo della miniserie di Tim Truman Hawkworld, che reimmagina le origini dell'ultima iterazione del duo, è stata resa canonica stabilendo che Shayera Thal e Katar Hol non sono sposati seppur attratti l'una dall'altro, ed arrivano sulla Terra solo dopo il crossover Invasione!, inoltre il personaggio ha usato il nome Hawkwoman sin dal principio, facendo si che Hawkgirl fosse il nome di battaglia della sola controparte Golden Age, la quale per coprire gli errori di continuity diviene l'incarnazione da considerarsi attiva nelle precedenti apparizioni del personaggio con la Justice League, oltre all'impostora Sharon Parker.
Shiera e Carter Hall fanno successivamente ritorno nella continuity principale per venire fusi a Katar Hol dando vita a un nuovo essere, evento dopo il quale anche Shayera scompare dalla narrazione, mentre una terza Hawkgirl viene introdotta come parte del revival del 1999 della testata JSA, con l'identità di Kendra Saunders, nipote di Speed Saunders, cugino dell'incarnazione Golden Age del personaggio, che compare regolarmente sia sulle pagine di JSA che sul quarto volume di Hawkman finché, nel 2006, la serie viene rinominata Hawkgirl a partire dal numero 50, come parte dell’arco narrativo Un anno dopo e il personaggio ne diventa protagonista fino alla chiusura della testata col numero 66, datato settembre 2007.

## Biografia dei personaggi

### Shiera Sanders-Hall
Nella Golden Age Shiera Sanders è il principale interesse sentimentale e in seguito la moglie di Carter Hall / Hawkman, assieme al quale si reincarna dai tempi dell'antico Egitto. Assieme i due combattono nel corso della seconda guerra mondiale militando sia nell'All-Star Squadron che nella Justice Society of America prima di ritirarsi e avere un figlio, Hector Hall.

### Shayera Hol
Nella Silver Age Shayera Hall è un'ufficiale di polizia del pianeta Thanagar giunta sulla Terra col partner Katar Hol per studiarne i metodi di lotta al crimine, vestendo rispettivamente i panni di Hawkgirl e Hawkman ed innamorandosi l'una dell'altro. Successivamente Shayera cambia nome di battaglia in Hawkwoman.

### Kendra Saunders
Kendra Saunders è una ragazza ispanica che si è tolta la vita venendo rianimata dallo spirito di Shiera Hall, cugina di suo nonno Speed Saunders, che l'ha quindi incoraggiata ad abbracciare il suo destino di "nuova" Hawkgirl.

## Poteri e abilità
Sebbene ogni incarnazione di Hawkgirl differisca per contesto di provenienza, posseggono tutte degli attributi e delle abilità simili in quanto immortali e capaci di ricordare le vite passate, cosa che si traduce in una vasta quantità di conoscenze rendendole eccellenti archeologhe particolarmente affini alla storia dell'antico Egitto e i mondi alieni, talentuose detective dalle spiccate capacità intuitive e guerriere altamente qualificata sia nel combattimento corpo a corpo che nell’uso d’ogni tipologia di arma, in particolare la mazza chiodata.
Ciascuna versione possiede un'imbracatura, degli stivali e una cintura in metallo Nth che gli conferisce forza e resistenza sovrumane, fattore rigenerante e la capacità di volare. Dal momento che inizialmente tali abilità sembrano essere minori nel caso di Kendra è ipotizzabile che aumentino in caso di esposizione prolungata al Nth inoltre solo Shiera e Shayera hanno dimostrato la capacità innata di comunicare coi volatili. Il metallo Nth regola inoltre la temperatura corporea di chi lo indossa, rendendogli superfluo indossare indumenti protettivi pesanti ad alta quota o nei climi più freddi.

## Altre versioni

### Flashpoint
Nell'universo generato da Flashpoint una versione non identificata di Hawkgirl fa parte delle Furie Femminili Amazzoni e tenta di uccidere Lois Lane assieme ad Artemide, sebbene questa venga salvata da Penny Black e, durante un successivo tentativo d'assalto, Hawkgirl venga pugnalata da Grifter.

### DC Comics Bombshells
Nella realtà narrativa di DC Comics Bombshells, ambientata durante la seconda guerra mondiale, Shiera è una ragazza geniale cresciuta in orfanotrofio in Messico che combatte con un jet pack e il cui lavoro di archeologa cattura l'interesse di Hans Garber, il quale le commissiona il recupero di alcuni amuleti Zambesi per il Partito Nazista, sebbene durante l'incarico conosca e si innamori della loro regina, Mari, divenendo la meccanica del loro popolo e aiutandoli a difendersi dagli invasori. In seguito scopre di avere origini aliene e di essere stata mandata sulla Terra dai suoi genitori per avvertirne gli abitanti che il loro pianeta, Thanagar, ha intenzioni ostili.
Nel sequel Bombshells: United assume l'identità di Hawkgirl e, con la compagna Vixen, aiuta a respingere l'invasione della Terra di Apokolips.

### Legend of the Hawkman
Nell'Elseworld Legend of the Hawkman Hawkwoman e Hawkman affrontano le divergenze di vedute sul restare sulla terra o tornare su Thanagar, dato che Shayera sente nostalgia di casa mentre Katar si è affezionato alla vita terrestre.

### The Nail
In JLA: The Nail Shayera Hol / Hawkgirl è un membro della Justice League, e vi rimane anche dopo la morte di suo marito per mano di Amazo. Nel sequel Another Nail fa amicizia con Zatanna e perdona Oliver Queen dopo che questi confessa di sentirsi responsabile per la morte di suo marito.

### Il Cavaliere Oscuro colpisce ancora
Ne Il Cavaliere Oscuro colpisce ancora, Shayera e Katar Hol si schiantano con la loro navicella in Costa Rica nel tentativo di tornare su Thanagar e vengono assassinati da Lex Luthor. I loro figli, sopravvissuti, crescono covando vendetta e il maschio assume quindi l'identità di Hawkboy e uccide a sua volta Luthor.

### Justice
Nell’universo di Justice Shayera Hol / Hawkgirl è un membro della Justice League.

### Terra-Due
Nella realtà di Terra-Due successiva a The New 52, Kendra Munoz-Saunders è una cacciatrice di tesori divenuta Hawkgirl dopo un incidente in Egitto, ed aiuta Flash, Lanterna Verde e Atom a combattere Solomon Grundy per poi formare una squadra assieme a Flash, Lanterna Verde e il Dottor Fate, le Meraviglie del Mondo.
Durante l’invasione di Apokolips lei e la squadra affrontano dei Parademoni in Louisiana ed investiga assieme a Lanterna Verde per scoprire il motivo della morte del di lui marito Sam, scoprendo che stava cercando di prevenire l’invasione. Le Meraviglie del Mondo si vedono infine costretti ad evacuare il Pianeta a causa delle forze di Apokolips riuscendo a salvare solo due milioni di persone che riuscendo a trovare un nuovo mondo abitabile.

### Gotham City Garage
Nell’universo di Gotham City Garage, Kendra Saunders è il membro più giovane dei Blackhawk, di cui facevano parte entrambi i suoi genitori prima di essere uccisi nel corso di un’invasione aliena, portandola a venire addestrata sin da bambina dal capitano della squadra e diventare Kendra Blackhawk, sebbene in seguito dia le dimissioni dal gruppo per aiutare il Gothan City Garage ad affrontare Lex Luthor.

### DCeased
Nella miniserie DCeased Kendra Saunders è una dei pochi sopravvissuti al virus zombie che ha infettato la Terra e aiuta la Justice League a migrare su un altro pianeta.

### Scooby-Doo Team-Up
In un crossover con Scooby-Doo, una versione di Hawkgirl e Hawkman ispirati a quelle della Silver Age, compaiono in veste di curatori del Museo di Midway City e indagano con la Scooby Gang su un furto effettuato dal Ladro di Ombre, Matter Master e Fadeaway Man.

## Altri media

### Cinema
- Shayera Hol ha un cameo non parlato nel film d'animazione Justice League: The New Frontier.[42]
- Nel film animato Justice League - La crisi dei due mondi compare, in un ruolo non parlato, una versione alternativa di Hawkgirl chiamata Angelique e membro del Sindacato del Crimine.
- Kendra Saunders / Hawkgirl ha un cameo non parlato in LEGO Batman - Il film.[42]
- Il personaggio fa una breve comparsa in Teen Titans Go! - Il film.[42]
- L'incarnazione di Shayera Hol del personaggio avrebbe dovuto comparire nel film DC Extended Universe (DCEU) Black Adam ma è stata successivamente rimossa dallo script.[43][44][45]
- Shayera Hol, doppiata da Jamie Gray Hyder, compare nel film DCAMU Lanterna Verde - Attenti al mio potere.[46][42]

### DC Universe
Nel franchise del DC Universe (DCU) Kendra Saunders / Hawkgirl, interpretata da Isabela Merced con la voce italiana di Margherita De Risi, compare nel film Superman (2025), e prossimamente nella seconda stagione della serie televisiva Peacemaker (2022-in corso).

### Televisione

Shayera Hol / Hawkgirl nella sigla iniziale di Justice League Unlimited

- Shayera Hol / Hawkgirl compare ne I Superamici doppiata nella serie del 1977 da Shannon Farnon[42] e in quella del 1980 da Janet Waldo.
- Shayera Hol / Hawkgirl (Alata nella versione italiana), doppiata da Maria Canals-Barrera[42] con la voce italiana di Elda Olivieri, è una sei personaggi principali della serie animata del DC Animated Universe (DCAU) Justice League e del seguito Justice League Unlimited oltre a comparire in due episodi della terza stagione di Static Shock. In tale versione è una thanagariana, membro fondatore della Justice League e dotata di ali organiche e ha una relazione con John Stewart, complicata dalla rivelazione che sia stata mandata da Thanagar per invadere la Terra, sebbene in seguito si schieri con la razza umana. Lasciata la squadra per il senso di colpa, una volta reintegrata ricuce il rapporto coi compagni, inoltre viene avanzata l'ipotesi possa essere la reincarnazione della regina egizia Chay-Ara. L'epilogo del suo rapporto con John è stato volutamente lasciato da Bruce Timm a discrezione dei fan.[50]
- Nella serie televisiva Smallville Shayera Hall, interpretata da Sahar Biniaz,[51] è la moglie di Carter Hall / Hawkman, assassinata decenni prima degli eventi narrati da Icicle, nel corso della decima stagione compare in sogno al marito in presagio della sua imminente morte.
- Nell'Arrowverse Kendra Saunders / Hawkgirl (con elementi di Shiera Sanders Hall), è interpretata da Ciara Renée[52] con la voce italiana di Benedetta Degli Innocenti, compare nella seconda stagione di The Flash (2015-2016),[53] nel crossover Heroes Join Forces (2015)[54][55] e nella prima stagione di Legends of Tomorrow (2016).[56]
- Shiera Hall / Hawkgirl compare in Stargirl, interpretata da un'attrice non accreditata.
- In DC Super Hero Girls Shiera Sanders, doppiata da Stephanie Lemelin, è una musicista.
- Shiera Hall / Hawkgirl, doppiata da Quinta Brunson, apparen nella terza stagione di Harley Quinn.

### Videogiochi
- Shayera Hol appare nei seguenti videogiochi:
  - Justice League: Injustice for All (2002)
  - Justice League: Chronicles (2003)
  - LEGO Batman 2: DC Super Heroes (2012), doppiata da Kari Wahlgren.
  - LEGO Batman 3: Gotham e oltre (2014), doppiata da Kari Wahlgren.
  - Injustice 2 (2017)
  - LEGO DC Super-Villains (2018), doppiata da Tiffany Smith.[42]
- Kendra Saunders appare nei seguenti videogiochi:
  - Justice League Heroes (2006), doppiata da Collette Whittaker.[42]
  - Infinite Crisis (2015), doppiata da Maria Canals-Barrera.[42]
- Shiera Sanders-Hall compare in Injustice: Gods Among Us (2013), doppiata da Jennifer Hale.
- In DC Universe Online (2011) compare sia Shayera Hol / Hawkgirl, doppiata da Lana Lesley,[42] che Kendra Saunders come parte del DLC "Dark Nights: Metal".
- Una Hawkgirl non identificata è un personaggio evocabile in Scribblenauts Unmasked: A DC Comics Adventure (2013).[57]
- In DC Legends (2016) compare una Hawkgirl non identificata.

### Varie
- La versione DCAU di Shayera Hol compare nei tie-in a fumetti delle serie animate Justice League Adventures e Justice League Beyond,[58][59] oltre che nell'antologia DC New Talents Showcase.[60]
- Shayera Hol / Hawkgirl compare nel prosieguo a fumetti di Batman: The Brave and the Bold.
- Shiera Sanders-Hall / Hawkgirl compare nel prequel a fumetti di Injustice: Gods Among Us[61]
- Nella webserie DC Super Hero Girls Kendra Saunders / Hawkgirl è doppiata da Nika Futterman,[42] e compare anche nei relativi tie-in a fumetti.
- Una Hawkgirl ispirata alla trasposizione DCAU di Shayera Hol compare nella miniserie Justice League Infinity.[62]